# Anders Kjellberg (sociolog)
Anders Kjellberg, född 15 april 1945 i Motala, är en svensk sociolog och professor i sociologi vid Lunds universitet.

## Utbildning
Kjellberg avlade 1964 studentexamen på reallinjens matematiska gren vid  Högre allmänna läroverket i Linköping.  Han blev 1971 politices magister och filosofie magister vid Lunds universitet. Han avlade 1972 ämneslärarexamen i historia och samhällskunskap vid lärarhögskolan i Linköping och disputerade 1983 i sociologi vid Lunds universitet på avhandlingen Facklig organisering i tolv länder (Lund: Arkiv förlag). Avhandlingen tillkom inom forskningsprojektet "Sverige under socialdemokratin 1932-76".

## Undervisning och forskning
Åren 1974-1978 undervisade han vid Roskilde universitetscenter i Danmark. Kjellberg var 1986-1990 forskarassistent i "beteendevetenskaplig forskning med internationell inriktning" vid samhällsvetenskapliga fakulteten i Lund och därefter universitetslektor i sociologi vid Lunds universitet. Han blev 1990 docent i sociologi vid samma universitet. 2010 befordrades han till professor och installerades året därpå.    
Han var åren 1999-2007 även verksam som forskare vid Arbetslivsinstitutet. 
Anders Kjellbergs forskning omfattar bland annat den svenska modellen, facklig organisationsgrad och partsrelationer ur ett historiskt och internationellt perspektiv, koncernfackligt samarbete, kollektivavtalens täckningsgrad, arbetsgivarnas organisering och strategier, arbetslöshetsförsäkringens utformning i Sverige och andra länder med fackliga a-kassor, arbetskraftsmigration från länder utanför EU och EES. samt olika dimensioner av facklig styrka.
Han är ledamot av TAM-Arkivs forskningsråd.

## Priser och utmärkelser
Kjellberg erhöll SO:s forskningspris 2015 för sin forskning om förändringarna i a-kassereglerna och deras effekter på a-kassornas organisationsgrad. Han mottog Rudolf Meidner-priset 1998 för boken Fackliga organisationer och medlemmar i dagens Sverige (Lund 1997; ny, utvidgad upplaga 2001, elektronisk upplaga 2017). Han tilldelades Lars Salvius-föreningens stipendium 2001, 2015 och 2020.